# Cairo (Ohio)
Pour les articles homonymes, voir Cairo.
Cairo est un village américain situé dans le comté d'Allen, dans l'Ohio. Selon le recensement de 2010, sa population est de 524 habitants.